# Vilapicina i la Torre Llobeta
Vilapicina i la Torre Llobeta és el barri més meridional del districte de Nou Barris de Barcelona. Té una superfície de 56 hectàrees i uns 25.800 habitants (2021).

## Història
El nom Vilapicina ja era citat al segle x com Villa Peciguina (994) i Villa Picina (998), i ha quedat en la toponímia gràcies al santuari de Santa Eulàlia de Vilapicina, inclòs en el veí barri de Turó de la Peira - Can Peguera. Prové del llatí pix, picis, que fa referència a la pega que s'extreia dels pins per a segellar els vaixells, com una mena de brea.
El barri inclou el polígon de la Torre Llobeta, construït al voltant de la casa pairal del mateix nom, l'única masia que queda en peus després de l'enderrocament de les de Can Gaig, Can Garrigó, Can Sabastida, Can Sitjà i Can Xiringall.

## Descripció
L'eix de comunicació principal el constitueix el passeig de Fabra i Puig que, provinent del Districte de Sant Andreu, delimita els barris de Vilapicina i la Torre Llobeta amb Porta i el del Turó de la Peira. Els altres eixos que delimiten el barri són l'Avinguda Meridiana, el carrers de la Riera d'Horta, Arnau d'Oms, el Ramon Albó, de Prats i Roquer, el passeig de Maragall, i els carrer de Petrarca i de Cartellà.

## Transports
Té les estacions de metro de Virrei Amat i Vilapicina de la línia 5 i Maragall, de la línia 4. En el barri es mantenen 3 passatges amb casetes construïdes a la dècada dels anys 20, el de l'Arquitecte Millàs i el de Santa Eulàlia a l'heretat de Can Garrigó i el de l'Esperança a l'heretat de Can Sitjà.

## Festa Major
La festa major del barri se celebra la segona setmana d'octubre, ogranitzada per la Comissió de Festes, formada per l'Associació de Veïns i Veïnes de Torre Llobeta – Vilapicina, junt a altres entitats del barri. Hi ha un programa amb activitats per a tots els públics.
Hi destaquen els tallers i espectacles per a infants, una cantada d'havaneres a la plaça de la Torre Llobeta, acompanyada de rom cremat per als assistents, danses catalanes i de tot el món, grans àpats populars, activitats per als més grans, conferències, torneigs esportius i concerts i balls de festa major.

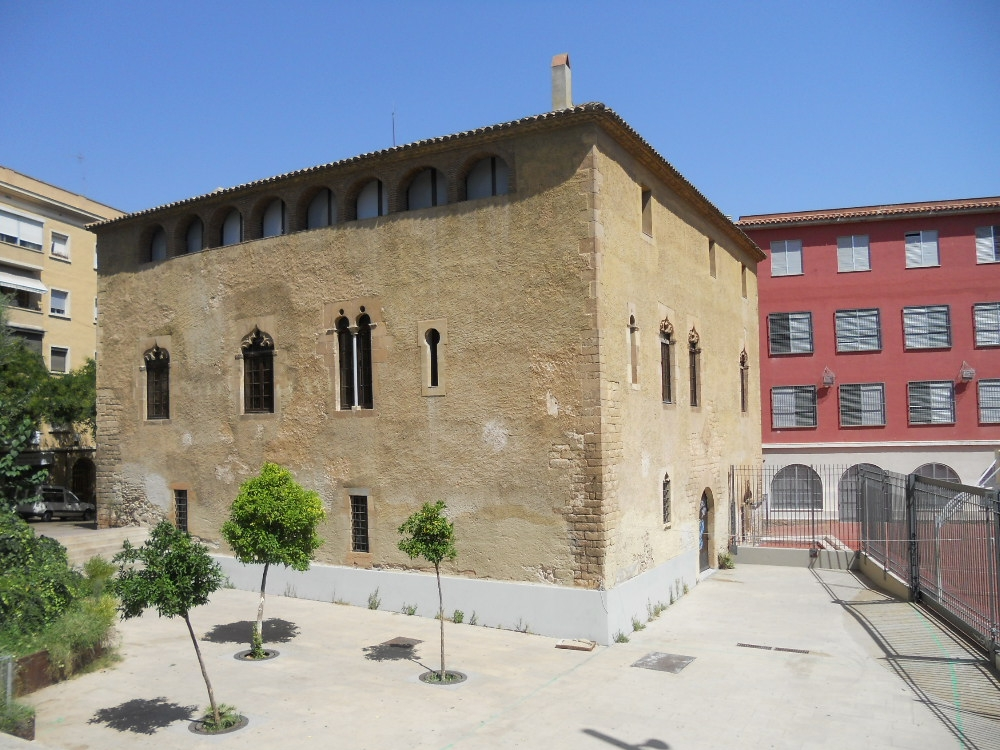
Torre Llobeta